# МПТ-Г

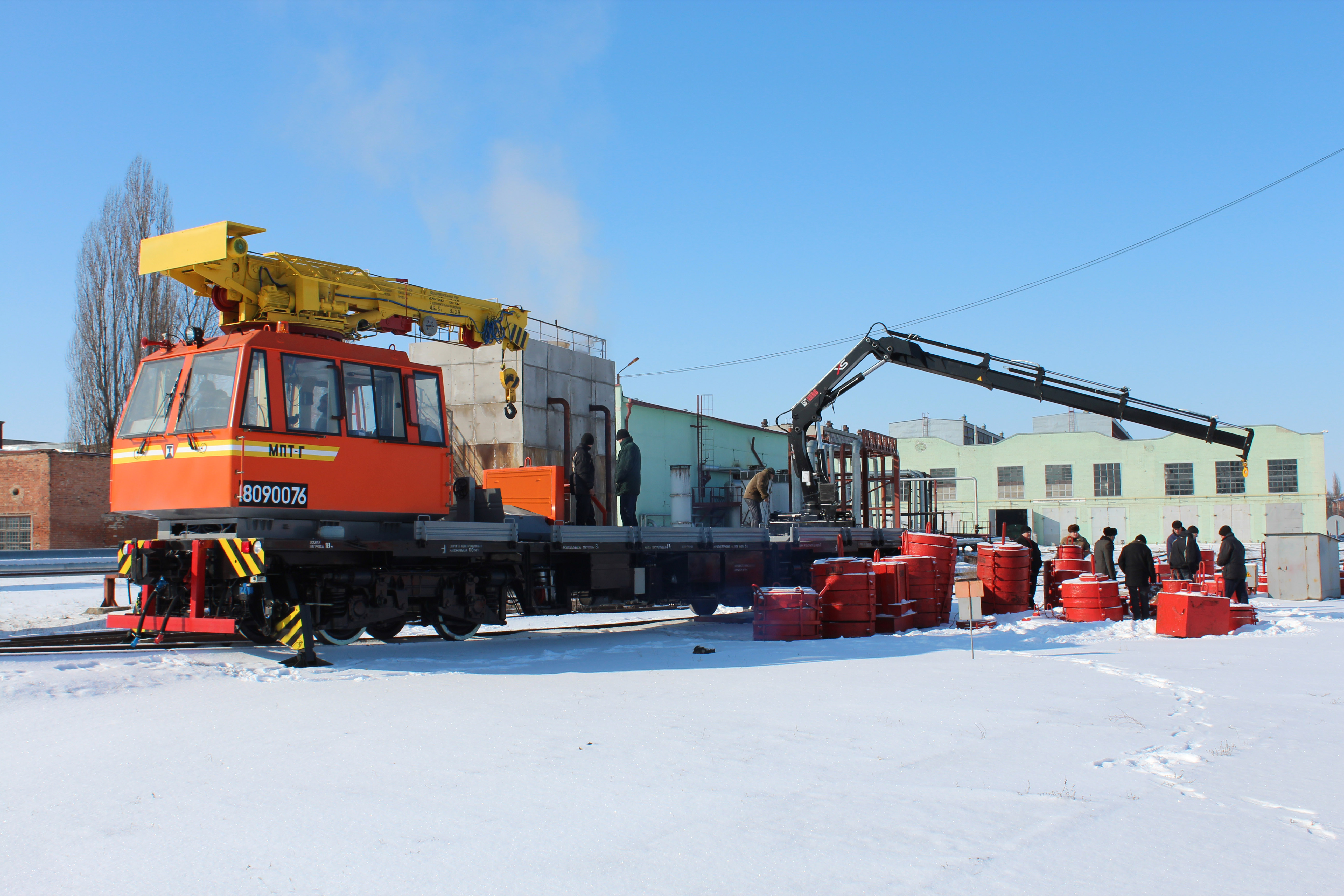
МПТ-Г с обновлённой кабиной

МПТ-Г (Мотовоз Погрузочно-Транспортный Грузовой) — самоходный четырехосный экипаж с двигателем внутреннего сгорания. Данный вид машины относится к категории путевой техники для служб пути. Помимо телескопического крана мотовоз оснащен краном-манипулятором, позволяющим дополнительное использование большого количества сменного навесного оборудования (бур, захват, кусторез, грейфер и прочее).

## Производитель
Машину производит ОАО «Тихорецкий машиностроительный завод им. В.В. Воровского» (далее по тексту - ТМЗ).

## Назначение
- выполнение погрузочно-разгрузочных работ и перевозки грузов на собственной платформе при текущем содержании и ремонте железнодорожного пути;
- перевозка рабочих бригад;
- проведение маневровых работ;
- обслуживание двух прицепных четырехосных платформ;
- использование в качестве головной машины в составе комплекса для текущего содержания пути;
- питание электроэнергией 380/220 В 50 Гц потребителей в полевых условиях;
- снабжение сжатым воздухом (8 атм);
- очистка путей от снега.

## Технические характеристики
| Общие характеристики:                                      |                         |
| ---------------------------------------------------------- | ----------------------- |
| Тип силовой установки                                      | дизельная, ЯМЗ-238 Б-14 |
| Мощность силовой установки, кВт                            | 220                     |
| Скорость максимальная, км/ч                                | 110                     |
| Скорость технологическая, км/ч                             | 0 до 5                  |
| Прицепная нагрузка максимальная на площадке,кН, не менее   | 1500                    |
| Пассажировместимость, включая обслуживающий персонал, чел. | 8                       |
| Масса конструкционная, не более, т                         | 45                      |
| Ширина колеи, мм                                           | 1520                    |
| Грузоподъёмность максимальная, т:                          |                         |
| - собственной платформы                                    | 8                       |
| крана грузоподъемного:                                     |                         |
| - без дополнительных опор на минимальном вылете            | 3,2                     |
| - без дополнительных опор на максимальном вылете           | 1,2                     |
| - с дополнительными опорами на максимальном вылете         | 2,9                     |
| - с дополнительными опорами на вылетах до 4,5 м            | 5,0                     |
| крана манипулятора HIAB-166:                               |                         |
| - с дополнительными опорами на минимальном вылете          | 4,1                     |
| - с дополнительными опорами на максимальном вылете         | 0,96                    |
| Высота подъёма от верха головки рельса, м:                 |                         |
| - крюка крана грузоподъёмного                              | 8,2                     |
| крюка крана манипулятора:                                  |                         |
| - с основной стрелой                                       | 10,2                    |
| - с основной стрелой и удлинителем стрелы                  | 14,1                    |
| Вылет от оси пути, м:                                      |                         |
| крюка крана грузоподъёмного:                               |                         |
| - минимальный                                              | 3,4                     |
| - максимальный                                             | 8,0                     |
| крюка крана-манипулятора:                                  |                         |
| - минимальный                                              | 3,4                     |
| - максимальный                                             | 12,6                    |
| Грузовой момент максимальный, тм:                          |                         |
| - крана грузоподъемного                                    | 23,20                   |
| - крана манипулятора                                       | 17,44                   |
| Габаритные размеры, мм:                                    |                         |
| - длина по осям автосцепок                                 | 16860                   |
| - ширина                                                   | 3240                    |
| - высота                                                   | 5250                    |
| - база                                                     | 10000                   |

## Конструкция
Машина представляет собой платформу на двух двухосных тележках, с расположением дизельного двигателя по платформой. Передача мощности от двигателя к тележкам гидравлическая. На передней части платформы установлена кабина управления (она же пассажирский салон) с крановой установкой на крыше. На задней части платформы может устанавливаться дополнительная крановая установка-манипулятор.
Образцы МПТ-Г первых выпусков (или один образец) имели кабину, аналогичную первым версиям мотовозов МПТ4 и МПТ6. Далее завод стал устанавливать обновлённую версию кабины (см. фото), аналогичную следующим версиям МПТ4 и МПТ6.

## Модификации и модернизации

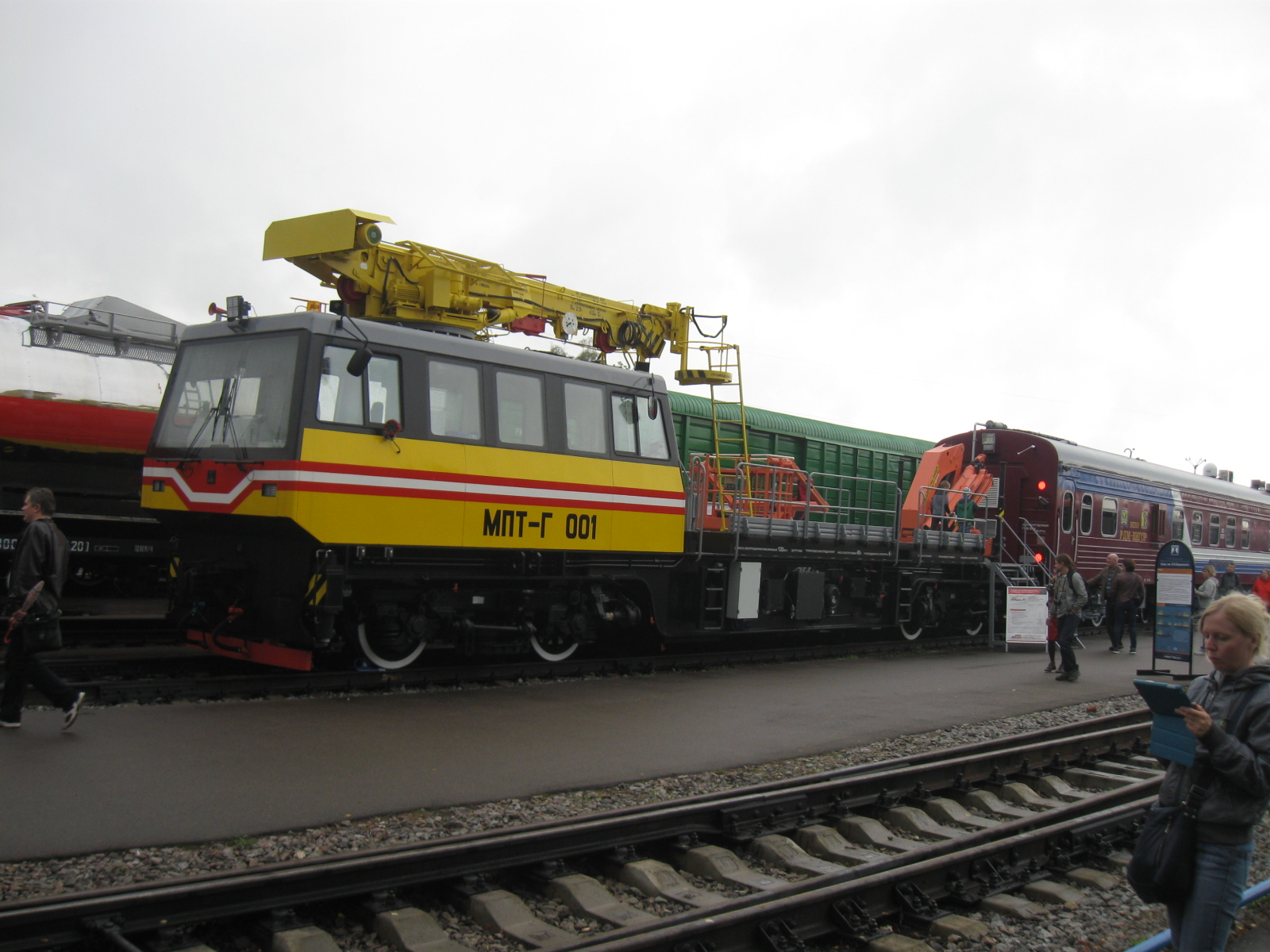
МПТ-Г исп. 2 № 001 на V международном салоне Экспо 1520

В августе 2015 года на ТМЗ был изготовлен и в сентябре того же года представлен на V международном салоне Экспо 1520 опытный образец нового варианта данного мотовоза, получивший обозначение МПТ-Г исполнение 2 (МПТ-Г исп. 2 или, более кратко, МПТ-Г.2), а также номер 001.
Интересный факт: кроме вышеуказанных обозначений можно также встретить:
- на заводской табличке (опытный образец № 001) — МПТ-Г У1* исполнение 2[2];
- на сайте ТМЗ — МПТГ-2[3].

На кабине представленной машины маркировка не отличалась от базовой модели, то есть МПТ-Г.
Основным отличием нового варианта является наличие электрической передачи мощности с асинхронным приводом (вместо механической передачи ГП-300 базовой модели), а также более мощного дизельного двигателя ЯМЗ-8502.01 (400 кВт).
Прочие отличия:
- кабина нового дизайна и увеличенной вместимости (до 14 человек);
- увеличенная максимальная скорость (120 км/ч);
- увеличенная прицепная нагрузка в маневровом режиме (до 300 т);
- увеличенная конструктивная масса (75 т);
- наличие съёмных люлек крана (грузоподъёмность люлек 0,4 т);
- увеличенный вылет грузоподъёмного крюка дополнительной крановой установки (до 14,2 м);
- увеличенная грузоподъёмность с дополнительными опорами дополнительной крановой установки:
  - на минимальном вылете (до 6,7 т);
  - на максимальном вылете (до 1,79 т);
- увеличенная высота подъема крюка грузоподъемного дополнительной крановой установки от УГР (до 18,1 м);
- увеличенная длина по осям автосцепок (18 500 мм);
- отсутствие съёмной монтажной корзины дополнительной крановой установки.

В 2018 году появилась обновлённая версия этого исполнения, к обозначению которой добавилась буква П. Мотовоз МПТ-Г.2П (на сайте ТМЗ указан как МПТГ-2П) имеет на раме монтажную площадку с грузоподъемностью 0,5 т, а кабина оснащена пантографом для возможности контроля состояния контактной сети. ТМЗ изготовил и отгрузил такой мотовоз для ЗАО «Таманьнефтегаз».